# Llista de reis sassànides
Aquesta és la llista dels reis de la dinastia sassànida que van governar l'Imperi:
1. Artaxerxes I 227-242
2. Sapor I 240-270
3. Ormazd I 270-271
4. Vararanes I 271-274
5. Vararanes II 274-291
6. Vararanes III 291 -292
7. Narses 292-303
8. Ormazd II 303-310
9. Adarnases 310
10. Sapor II (Shapur II) 310-379
11. Artaxerxes II 379-383
12. Sapor III (Shapur III) 383-388
13. Vararanes IV 388-399
14. Isdigerdes I 399-420
15. Sapor IV (Shapuh d'Armènia) 420
16. Còsroes l'Usurpador 420
17. Vararanes V l'ase salvatge 420-438
18. Isdigerdes II 438-457
19. Ormazd III 457
20. Peroz I (Firuz I) 457-484
21. Balash 484-488
22. Cobades I 488-497 (o Kavadh)
23. Zamasp 497-499
24. Cobades I (segona vegada) 499-531
25. Còsroes I el just (Khusraw I el just) 531-579
26. Ormazd IV 579-590
27. Còsroes II el victoriós (Khusraw II el victoriós) 590
28. Vararanes VI Chobin l'usurpador 590-591
29. Còsroes II (Khusraw II) (restaurat) 591-628
30. Bistam (usurpador a Mèdia) 591-592
31. Cobades II Sheroe 628
32. Artaxerxes III 628-630
33. Sarbar (usurpador) 630
34. Còsroes III (Khusraw III) 630
35. Juvansher 630
36. Borane (reina) 630-631 (en dos regnats)
37. Peroz II (Firuz II) 630
38. Ormazd V (a Mèdia i Khorasan) 631
39. Azarmidurht (reina) 631
40. Hormisdes VI (a Nísibis) 631
41. Còsroes IV (Khusraw IV) 632
42. Còsroes V (Khusraw V) 632-633
43. Isdigerdes III 633-651
44. Peroz III Gushnap (Firuz III Gushnasp) 651-679
45. Narses 679

- Califat omeia (649-755)